# محوطه ورتاش گوندک
محوطه تاش علی آباد مربوط به دوران‌های تاریخی پس از اسلام است و در شهرستان بیجار، بخش مرکزی، روستای علی آباد واقع شده و این اثر در تاریخ ۲۴ فروردین ۱۳۸۲ با شمارهٔ ثبت ۸۰۴۴ به‌عنوان یکی از آثار ملی ایران به ثبت رسیده است.